# Barry McArthur
Barry McArthur (Nottingham, 4 maggio 1947) è un ex calciatore inglese, di ruolo attaccante.

## Caratteristiche tecniche
Era un centravanti.

## Carriera
Dal 1965 al 1970 è tesserato del Nottingham Forest, club di prima divisione, con cui in precedenza aveva già giocato nelle giovanili; nell'arco di queste 5 stagioni l'unica in cui viene impiegato in partite di campionato con la prima squadra è la 1966-1967, nella quale realizza 4 reti in 8 presenze nel campionato di First Division. Nelle sue ultime 2 stagioni del club viene anche ceduto in prestito per dei brevi periodi a dei club delle divisioni inferiori: in particolare, nella stagione 1968-1969 disputa 8 partite in Third Division con il Barrow, mentre nella stagione 1969-1970 gioca una partita in Fourth Division con lo York City. Chiude infine la carriera giocando con i semiprofessionisti del Matlock Town.
In carriera ha totalizzato complessivamente 17 presenze e 4 reti nei campionati della Football League.